# 蒙疆聯合自治政府旗幟
蒙疆聯合自治政府的旗幟是一個橫條四色旗，使用了黃色、藍色、白色、紅色。四種顏色象徵了蒙疆當時的四個主要民族。藍色代表蒙古族、紅色代表日本人、黃色代表漢族、白色代表回族。
蒙疆聯合自治政府的前身蒙古聯盟自治政府、察南自治政府、晉北自治政府亦有自己的旗幟。

蒙古軍政府與蒙古联盟自治政府旗幟
察南自治政府旗幟 （1938-1939）
晉北自治政府旗幟 （1938-1939）

## 其它旗幟

郵政旗
内蒙軍騎兵隊旗